# CK Киля
CK Киля (CK Carinae) — переменная звезда в созвездии Киля, представляющем киль исторического созвездия Корабля Арго. Среднее значение видимой звёздной  величины составляет +7,59m. Принадлежит звёздной ассоциации Carina OB1-D, что позволяет оценить расстояние до CK Киля приблизительно в 2200 пк (7100 св. лет).
CK Киля является красным сверхгигантом спектрального класса   M3.5Iab, обладает эффективной температурой 3550 К. Радиус более чем в 1000 раз превосходит солнечный и составляет около 4,9 а. е. (если представить, что данная звезда помещена на место Солнца, то её поверхность почти достигала бы орбиты Юпитера).  Известны звёзды, превышающие CK Киля по размерам, например VY Большого Пса, Мю Цефея или VV Цефея. CK Киля является яркой звездой: оценка светимости составляет 170 тыс. светимостей Солнца.

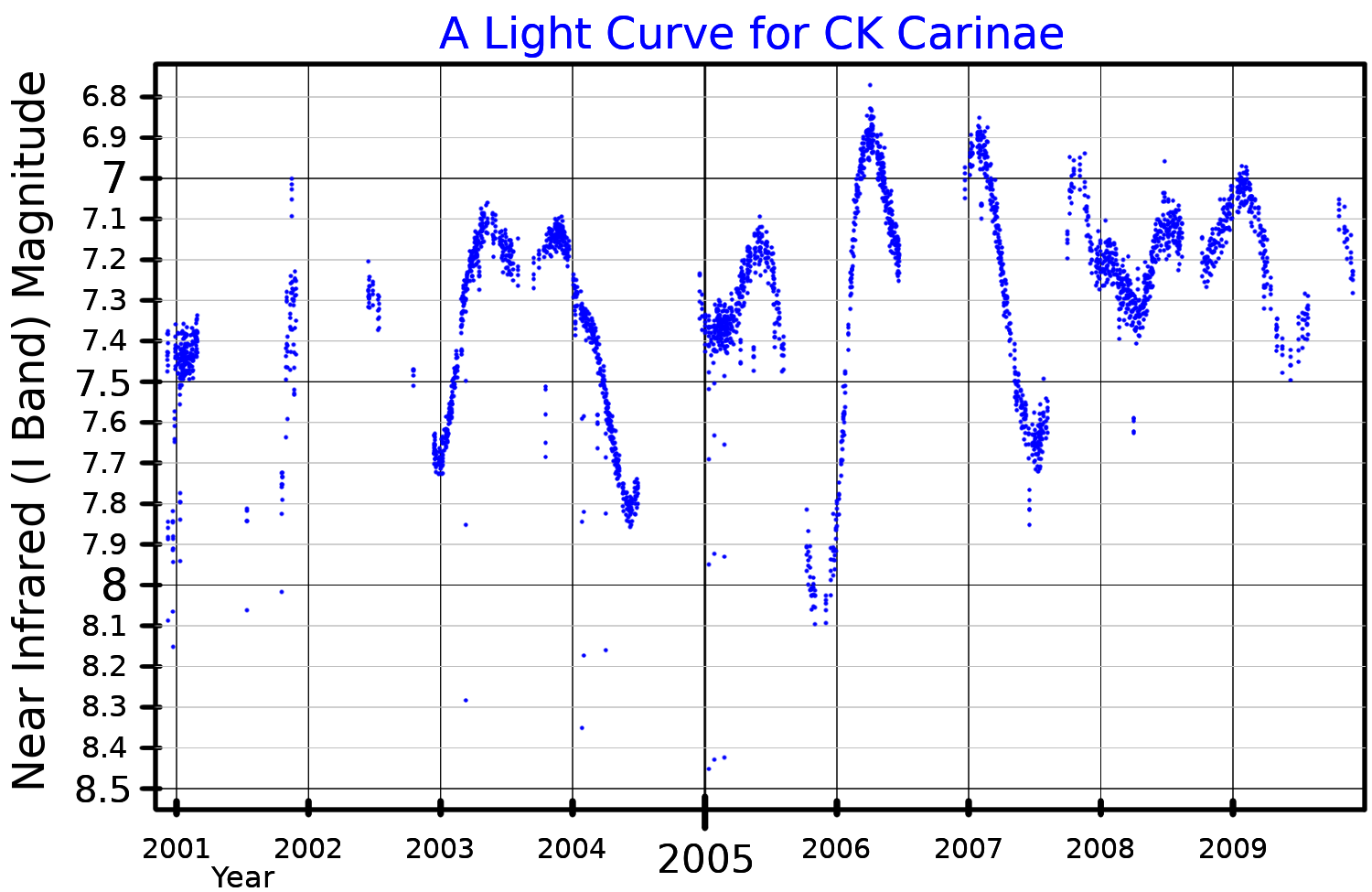
Кривая блеска CK Киля в полосе I, построена по данным ASAS

CK Киля является полуправильной переменной звездой, её видимая звёздная величина меняется в пределах от +7,2  до +8,5m  с периодом около 525 суток.